# 沈清伝
沈清伝（しんせいでん、シムチョンジョン；沈淸傳 심청전）は、孝女を主題とした朝鮮李朝後期の古典小説。元はパンソリなどで語り継がれていたものを、18世紀末頃に小説として成立したと考えられるが、作者不明。
20世紀初頭に出版された木版本のうち、完山（）（現今の全州市）で刷られた「完板本/全州本」は、パンソリから翻案された〈パンソリ系小説〉とされる、戯曲にちかい文体のものであり、ソウルで刷られた「京板本」の諸本は、書式から文章体小説である。なお『沈清伝全集』にはパンソリ（「沈清歌」）の唱本等も含まれている。

## 概説
ハングル小説のうちでも、儒教の「孝」を主題としたもっとも典型的な作品といわれる。
朝鮮の『三綱行実図』삼강행실도（15世紀）の影響がみられる。
主人公の沈清は、盲目の父親の治癒回復を願かけるため、その布施米の調達のために身売りをおこなうが、『さよひめ』の御伽草子でも佐用姫が父親の供養の費用を賄うため身売りをし、いずれの場合も竜蛇の水神への生贄にされるためその生命を売るという共通点が指摘される。その他、細部においても対比が試みられている。

## 成立・諸本
沈清の伝説は、民話ではないともいわれ、近世に起こった口承文芸のパンソリとして演じられおり、そこから18世紀末頃に「沈清伝」の小説に起こされたものというのが一説である。一方で、説話にはじまりパンソリを経て〈パンソリ系小説〉となった作品と、説話から小説化されパンソリに転じた〈文章体小説〉と併存するという考えもある。
〈パンソリ系小説〉『沈清伝』は、おおよそ「完板本」（Wanpan-bon、古地名の完山（）で刊行の意）という異本系統と合致する。「完板本」は「全州本」と現今地名で呼ばれることもあり、1905–1916年間に発行された木版本群であり、誤植や異字をのぞけば同一のテキストである。この〈パンソリ系小説〉とは、すなわち劇文学であり戯曲であるとも解説されている。誤字や異表記をのぞけば「完板本」に属するテキストはほぼ同一である。
〈文章体小説〉『沈清伝』は「京板本」（ソウルで刊行の意）という異本系統に属す。この、ソウル刊行の木版本群（「京板本」）は、1910年代頃までに発行されたもので、とくに翰南（）本（翰南書林、1917年）が含まれる。
申在孝本、朴順浩蔵本
申在孝の著作による『沈清歌』は推定年代が1870年で、上述の「完板本」・「京板本」ら20世紀の木版本より古い。
朴順浩蔵本は、"初期沈清伝の特徴を最もよく表しているといわれる"、初期パンソリ辞説（台本）で、推定年代は18世紀初頭。
沈清歌も含めた異本
『沈清伝』はあくまで小説で、パンソリの台本/唱本の場合は「沈清歌」と呼ぶのが慣習であるとされる。しかしキム・ジニョン・他(編)『沈清伝全集』に所収された異本の中にはパンソリの唱本も含まれている。
よってこの広義での『沈清伝』の異本は、上述の〈文章体小説〉と〈パンソリ系小説〉に、パンソリの唱本・採録である〈パンソリ辞説〉も含めて80余あるとも 、100余あるともされている。
沈清クッ
このほか、本解（）（神の縁起談）として巫堂（）によって朗誦・舞踏される「沈清クッ」（の巫歌）が存在する。

### 根源説
根源については諸説ある。
現存最古の朝鮮史書『三国史記』や『三国遺事』 の孝行説話を素材にして創作されたという説を金台俊が立てている。とりわけ「居陀知」（『三国遺事』二巻）には、犠牲として池に投げ込まれる要素と、竜が花に変化するという共通要素がみられる。
これに対し、巫歌が起源であるとする学説も存在するが（金泰坤など）、パンソリという文芸そのものの起源としては、巫歌から発展したとの説が有力視されている。ほかにも『沈清伝』は、あくまで口伝説話に取材したとの意見がみられる。

### 人口への膾炙
ハングル小説として婦女子に多く読まれたもので、儒教が説く孝道を奨励する役目を果たしている。

## 粗筋
「沈清クッ」の巫歌版にもあり、小説（京板本、完板本）とおおよそ共通する粗筋は次のようなものである：
宋代の頃、朝鮮北部（黄海道）黄州の桃花洞に沈清（シムチョン）は生まれた。父母が神仏祈願して授かった子だったが、母親（郭氏）は出産にともなう病気で死に、盲目である父親の沈鶴圭（ちんかくけい、シム・ハッキュ）に育てられる。沈清は恩に感じて七歳になると生計のために物乞いに出る。ある日、僧から供養米三百石を仏様に供養すれば、父の目が開くと聞かされ、その布施米を工面するため、商人たちに代価として自分を身売りする。これは印塘水（インダンス）という海/航路の竜王に捧げる犠牲となるためで、事実上、その命を売ったのであった。彼女は印塘水に身を投ずるが、最高神たる玉皇上帝の慈悲を受け、その命により竜王によって竜宮でもてなしを受ける。やがて神から彼女を地上に戻せとの命がくだり、竜王は彼女を蓮の花に入れて「印塘水」の水面に浮かばせる。商人たちがこの花を皇帝に献上するとなかから美しい彼女が現れ、王様に見染められ王妃となった。沈清は父に会いたくなり（理由を伏せて）盲人のための宴を開催してほしいとたのむ。そこで父娘は再会を果たし、嬉しさのあまりに、盲人の眼が開いた。
小説版には後半部があり、供養米（小説では米二百石と三百両と布など、異本によって様々。）も効き目がなく、無駄に娘を失ったと思った父の沈鶴圭は、ペンドクと言う名の淫女を妻にして狂態を演じる。その悪妻は、沈盲人を捨てて金持ちの黄盲人と駆け落ちする。沈のみならず、盲人宴に集った盲人すべてが視覚をとりもどすが、ただひとり黄盲人だけ治癒しない、あるいは黄盲人とペンドクは処刑される、など諸本に拠って顛末が異なる。

## 翻訳書
- 『韓国古典文学の愉しみ〈上〉春香伝 沈清伝』仲村修 編集、オリニ翻訳会 翻訳、白水社、2010年3月、ISBN 978-4560080573
- 申在孝（朝鮮語版）著、姜漢永・田中明訳注『沈睛歌』（『パンソリ』所収・平凡社・東洋文庫）